# Sophona hondurasensis
Sophona hondurasensis is een vlinder uit de familie wespvlinders (Sesiidae), onderfamilie Tinthiinae.
Sophona hondurasensis is voor het eerst wetenschappelijk beschreven door Eichlin in 1986. De soort komt voor in het Neotropisch gebied.